# Aulagromyza hamata
Aulagromyza hamata är en tvåvingeart som beskrevs av Friedrich Georg Hendel 1932. Aulagromyza hamata ingår i släktet Aulagromyza och familjen minerarflugor.
Artens utbredningsområde är Turkiet. Inga underarter finns listade i Catalogue of Life.